# American Myth
American Myth é um álbum de estúdio de Jackie Greene. Foi lançado em 2006 pela gravadora Verve Forecast.
| Críticas profissionais                                                      | Críticas profissionais |
| Avaliações da crítica                                                       | Avaliações da crítica  |
| Fonte                                                                       | Avaliação              |
| --------------------------------------------------------------------------- | ---------------------- |
| All Music Guide                                                             | [ 1 ]                  |
| Esta tabela precisa de ser acompanhada por texto em prosa. Consulte o guia. |                        |

## Faixas
1. "Intro" – 0:50
2. "Hollywood" – 4:59
3. "So Hard to Find My Way" – 4:10
4. "Just as Well" – 4:57
5. "I'm So Gone" – 4:13
6. "Never Satisfied (Revisited)" – 3:58
7. "Love Song; 2:00 AM" – 5:05
8. "When You're Walking Away" – 4:46
9. "Cold Black Devil/14 Miles" – 4:53
10. "Closer to You" – 3:57
11. "I'll Let You In" – 5:19
12. "Farewell, So Long, Goodbye" – 3:30
13. "Supersede" – 9:57
14. "Marigold" – 5:34